# Elecciones municipales de General Alvear de 2023
Las elecciones en el departamento de General Alvear de 2023 tendrán lugar el 24 de septiembre de dicho año, junto con las elecciones provinciales. En dicha elección se elegirán intendente municipal y la mitad de los concejales.
Las candidaturas oficiales se definieron en las elecciones primarias, abiertas, simultáneas y obligatorias (PASO) que tuvieron lugar el 11 de junio.

## Candidaturas

### Declaradas

#### La Unión Mendocina
- Javier López.
- Andrea Pérez Bernal.

#### Cambia Mendoza
- Alejandro Molero.[1]
- Jorge Javier Pérez.
- Carlos G. Ponce.

#### Elegí Mendoza
- Jaquelina Bequir.
- Oscar Bonardel.
- Claudio Vázquez.
- Mirian Zambrini.

#### FIT-U
- Carolina Álvarez.

## Resultados

### Elecciones primarias
Las elecciones primarias, abiertas, simultáneas y obligatorias (PASO) tuvieron lugar el 11 de junio de 2023. Se presentaron diez precandidatos a la intendencia por cuatro espacios políticos distintos. Para pasar a la elección general, era requisito sacar más del 3% de los votos, además de ganar la interna del espacio al que se representa.
|  | 0,00 % |

|  | 0,00 % |

|  | 0,00 % |

|  | 0,00 % |

|  | 0,00 % |

|  | 0,00 % |

|  | 0,00 % |

|  | 0,00 % |

|  | 0,00 % |

|  | 0,00 % |

|  | 0,00 % |

|  | 0,00 % |

|  | 0,00 % |

|  | 88,70 % |

|  | 6,30 % |

|  | 4,74 % |

|  | 0,26 % |

|  | 62,19 % |

|  | 100 % |

|  | 96,55 % |